# Nahirne (Dubno)
Nahirne (ukrainisch Нагірне; russisch Нагорное Nagornoje, polnisch Ulbarów) ist ein Dorf im Süden der ukrainischen Oblast Riwne mit etwa 220 Einwohnern (2001).
Das Dorf hieß bis 1960 Ulbariw (Ульбарів). Es liegt auf 233 m Höhe und hat eine Fläche von 1,26 km². Nahirne besitzt eine Bahnstation an der Bahnstrecke Lwiw–Sdolbuniw, die Ortschaft befindet sich 30 km nordöstlich vom Rajonzentrum Dubno und 28 km südwestlich der Oblasthauptstadt Riwne.
Am 12. Juni 2020 wurde das Dorf ein Teil neu gegründeten Landgemeinde Warkowytschi, bis dahin war es zusammen ein Teil der Landratsgemeinde Oserjany im Nordosten des Rajons Dubno.

## Persönlichkeiten
Am 16. April 1926 kam im Dorf der Kunsthistoriker Borys Wosnyzkyj († 2012) zur Welt.